# José Arrando Ballester
José Arrando Ballester (Tales, 18 de marzo de 1815-Madrid,  1893) fue un militar español.

## Trayectoria
Ingresó en 1835 en el ejército con su quinta en plena primera guerra carlista y estuvo destinado en Cataluña, luchando contra grupos carlistas, alcanzando, al finalizar el conflicto, el grado de subteniente. Durante la Regencia de Espartero se mantuvo en Cataluña y participó en operaciones contra los carlistas y contra la sublevación cívica de Barcelona de junio de 1842, donde consiguió el grado de teniente. Se adhirió al pronunciamiento militar de 1843 que provocó la destitución de Espartero.
Al iniciarse la segunda guerra carlista se encuentra destinado en Alicante y Valencia, y participa en la expedición a Portugal para sofocar las revueltas de 1847. Posteriormente vuelve a Cataluña, donde participa en diversas operaciones contra partidas carlistas, hasta la finalización del conflicto, obteniendo el grado de comandante. Desde el final de la segunda guerra carlista hasta el final del Reinado de Isabel II, años de relativa tranquilidad, lo destinan a Cataluña (1849-1854) y a la provincia de Castellón (1855-1867), donde alcanza el grado de teniente coronel. Se adhiere al alzamiento militar que inicia el Sexenio Democrático y, durante los años 1868 y 1869 ayuda a pacificar las provincias de Alicante, donde hace fusilar a Froilán Carvajal, y Valencia y persigue a grupos carlistas.
Es durante la tercera guerra carlista cuando Arrando tiene una actuación más destacada. En 1872 obtiene el grado de brigadier por méritos de guerra, por numerosas victorias frente a partidas carlistas en Cataluña, destacando la disolución de la facción del brigadier Rives y la persecución de la facción de Castell. En 1873 sigue actuando en Cataluña contra partidas carlistas hasta la proclamación de la República, cuando se le destina a Valencia, y es el encargado de sofocar la insurrección cantonal de Alcoy. Participa, a las órdenes del general Martínez Campos en el sometimiento de los cantones de Valencia y Almansa. Consigue expulsar de Játiva a las partidas carlistas capitaneadas por Cucala y Santés. En 1874 es nombrado gobernador militar de Lérida y con su brigada actúa contra diversas partidas carlistas. En 1875 es ascendido, por méritos de guerra, al grado de mariscal de campo, y obtiene el mando de la 1.ª División que operaba en Gerona, desde donde realiza numerosas operaciones para frenar las partidas carlistas encabezadas por Francesc Savalls.
En 1876, con la guerra terminada, el general Arrando sigue en la provincia de Gerona, controlando los últimos coletazos carlistas y reprimiendo grupos bandoleros. En 1878 es nombrado gobernador militar de Gerona, donde se mantiene hasta 1880.
En 1881 y 1882 ocupa el cargo de 2.º cabo de la Capitanía General de Valencia, y en 1883 es promovido al empleo de teniente general y ocupa el cargo de capitán general de Extremadura, hasta que en 1887, dimite de su cargo y pasa a la reserva.
Al final de su vida militar el general Arrando pasa a la política y obtiene el acta de diputado por el Partido Liberal en el distrito de Nules, en 1886, y se mantiene en el escaño hasta el año 1889, en que renuncia por haber sido elegido senador por la provincia de Toledo.